# Dana Winner
Dana Winner, pseudonimo di Chantal Vanlee (Hasselt, 10 febbraio 1965), è una cantante belga.

## Biografia
Sotto la guida di Jean Klüger, la Winner pubblicò il suo primo singolo Op het dak van de wereld nel 1990. Si trattava di una cover della famosa canzone Top of the world dei Carpenters dell'anno 1973. Il successo arrivò nel 1993 con il brano: Woordenloos. Nel 1995 la Winner raggiunse il miglior piazzamento nelle classifiche olandesi con il brano: Westenwind, una cover de: One way wind della Band: The Cats.
Nel corso degli anni '90 seguirono altri successi, specialmente in Paesi Bassi, ma anche in Germania e soprattutto in Sudafrica. La Winner ha pubblicato numerosi albums in diverse lingue, tra cui olandese, tedesco, inglese e francese.

## Album
- 1993 - Regenbogen
- 1994 - Mijn Paradijs
- 1995 - Regen van Geluk
- 1996 - Waar is het gevoel
- 1997 - Geef me je droom
- 1997 - Wo Ist Das Gefühl
- 1998 - In Love With You
- 1999 - Ergens in mijn hart
- 1999 - Mein Weg
- 1999 - Het beste van Dana Winner
- 1999 - Yours Forever
- 2000 - Follow Your Heart
- 2000 - Originele Hits
- 2000 - Licht en liefde
- 2001 - Rainbows Of Love
- 2001 - Unforgettable
- 2002 - Unforgettable TOO
- 2003 - One Way Wind
- 2003 - 10 jaar het allerbeste
- 2003 - Märchenland Der Gefühle
- 2004 - My Heart is in Afrika
- 2004 - Thank You For The Music
- 2005 - Beautiful Life
- 2006 - Als je lacht
- 2007 - Platinum Collection
- 2007 - Wenn du lachst - Das Beste Dana Winner
- 2007 - Platinum Collection Zuid Afrika
- 2008 - Tussen nu en morgen
- 2009 - Platinum Collection Germany
- 2009 - Between now and tomorrow
- 2010 - Alle veertig Goed (BEST OF) 2-CD

## Singoli
- 1989 - Op het dak van de wereld (Top of the world)
- 1990 - Zomernachten
- 1991 - Balalaikas
- 1991 - Adios
- 1993 - Woordenloos (Atemlos)
- 1993 - De oude man en de zee (Der alte Mann und das Meer)
- 1993 - Zeven regenbogen
- 1994 - Het kleine paradijs
- 1994 - Hopeloos en verloren
- 1995 - Westenwind (One way wind)
- 1995 - Vleugels
- 1995 - Regen van geluk (Dann regnet es Glück)
- 1995 - Geef de kinderen de wereld (Mille colombes)
- 1996 - Iedere keer
- 1996 - Het kleine dorp
- 1996 - Ik hou van jou
- 1996 - Ver weg van Eden (Jenseits von Eden)
- 1997 - Waar is het gevoel (Wo ist das Gefühl)
- 1997 - Ich hab noch 1000 Träume (Eleni)
- 1997 - Zwoele zomer
- 1997 - Als een lied (Cent mille chansons)
- 1998 - Geef me je droom
- 1998 - Volg je natuur
- 1998 - Ik zing vandaag een lied (Det vackraste)
- 1999 - Alles wat ik doe (Mein Weg führt mich zu dir)
- 1999 - Ik mis je adem
- 1999 - Vrij als een vogel (Maledetta primavera)
- 1999 - Blijf toch wie je bent
- 1999 - Kind van mij
- 2000 - Ik doe het voor jou
- 2000 - Stil de storm
- 2000 - Licht en liefde
- 2001 - Grande, grande, grande (Immer, immer wieder) (duetto con Frank Galan)
- 2003 - Mijn hart zingt van liefde
- 2003 - Iets heeft je zachtjes aangeraakt (Save the best for last)
- 2005 - Sail away
- 2005 - Stand van de maan
- 2006 - Het dorp
- 2006 - Kijk om je heen
- 2007 - Waar is de tijd
- 2007 - Zoals je tovert met de tijd
- 2007 - Als je lacht
- 2007 - Als je alles weet
- 2008 - Beter van niet
- 2011 - Dan zal ik sterk zijn

## DVD e video
- 1999 - Dana Winner Live in Vorst Nationaal
- 2000 - Live Millennium concert
- 2001 - Live in concert at Sun City
- 2003 - 10 Jaar in concert
- 2005 - Beautiful Life concert in Hasselt
- 2011 - Dana Winner - KERST MET (live CHRISTMAS)